# Elizabeth Marshall Thomas
Elizabeth Marshall Thomas (* 1931) ist eine US-amerikanische Ethnologin und Autorin. Sie lebt in Peterborough, New Hampshire.

## Leben
Elizabeth Marshall Thomas wurde als Tochter des Unternehmers Laurence Marshall und der Englisch-Lehrerin Lorna Marshall geboren. Ihr Vater gründete 1922 den Kühlschrankhersteller Raytheon, der später die ersten Mikrowellenherde und im Zweiten Weltkrieg Rüstungsgüter herstellte und heute eines der größten Rüstungsunternehmen der Vereinigten Staaten ist. Marshall Thomas hat einen Bruder namens John Marshall.
Sie nahm 1949 ihr Studium am Smith College auf, das sie aber bald unterbrach. Als ihr Vater in den Ruhestand trat, reiste er ab 1950 mehrfach mit der gesamten Familie in der Begleitung von Ethnologen und Biologen in die afrikanische Wüste Kalahari, um die Juwa (Ju/wasi), einen Stamm der San, zu untersuchen. Dieser Kontakt mit der San-Kultur prägte die gesamte Familie. Sowohl die Mutter Lorna als auch die beiden Kinder studierten Ethnologie. Die Mutter veröffentlichte zwei inzwischen klassische Werke über die Juwa. Laurence Marshall verbrachte Jahre damit, die San gegenüber den staatlichen Regierungen zu unterstützen, worin ihm sein Sohn später nachfolgte.
Elizabeth Marshall Thomas kehrte zum Smith College zurück, wo gleichzeitig auch die spätere Dichterin Sylvia Plath studierte. Elizabeth wechselte später ans Radcliffe College und begann, über ihre Erfahrungen in Afrika zu schreiben; sie erhielt beim Mademoiselle's short-story contest einen Preis für eine Kurzgeschichte über die San-Kultur. Auch Sylvia Plath reichte eine preisgekrönte Kurzgeschichte ein. Elizabeth wurde darauf von einem Verlag aufgefordert, ein Buch über das Thema zu veröffentlichen.
Die Arbeit an diesem Buch verzögerte sich jedoch, als sie den heutigen Historiker und Politikberater Stephen Thomas heiratete. Sie selbst bezeichnete es später als typisch für die 1950er Jahre, dass sie ihre eigenen Interessen zugunsten des Studiums ihres Mannes und der Sorge für die zwei Kinder zurückstellte. Erst 1959, nach der Geburt des zweiten Kindes, wurde ihr Buch The Harmless People veröffentlicht. Kritiker kommentierten erstaunt den flüssigen, verständlichen Stil; das Buch wird bis heute nachgedruckt. Es folgte ein Forschungsaufenthalt bei indigenen Völkern in Botswana und ein einjähriger Aufenthalt bei den viehzüchtenden Dodoth in Uganda, über die sie 1965 das Werk Warrior Herdsmen veröffentlichte.
Ein anderes Interessengebiet war die Biologie. Sie forschte über Elefanten in US-amerikanischen Zoos und in Namibia, wobei sie mit der Biologin Katy Payne zusammenarbeitete, die nachwies, dass Elefanten über Infraschall kommunizieren. Auch nahm sie an einer Expedition nach Baffin Island teil, wo sie Wölfe beobachtete. Darauf folgten mit Reindeer Moon (1987) und The Animal Wife (1990) zwei Werke über das Leben steinzeitlicher Gesellschaften. Reindeer Moon wurde vom Verlag aus Marketinggründen mit den Romanen von Jean M. Auel verglichen. Marshall Thomas distanzierte sich jedoch von deren Werken, die aus ihrer Sicht die steinzeitlichen Gesellschaften idealisieren und die Umgangsformen zivilisierter Gesellschaften auf sie projizieren würden. Ihre Arbeit an Reindeer Moon hatte sie vor dem Erscheinen von Auels erstem Werk (1980) begonnen.
Im Jahr 1993 folgte ein Werk über Haushunde, The Hidden Life of Dogs, das auf minutiöser Beobachtung beruhte, die in anschaulicher Sprache wiedergegeben wurde. Es stand fast zehn Monate auf der New-York-Times-Bestseller-Liste. Auch hier bescheinigten ihr Kritiker eine sehr realistische Darstellung; aus der „Hundezüchter-Szene“ erhielt sie allerdings auch empörte Kommentare, die ihr Anthropomorphismus vorwarfen. Ein Jahr darauf erschien ihr Werk über Katzen, The Tribe of Tiger: Cats and Their Culture, dessen Kernstück Beobachtungen an Löwen in der Kalahari wiedergibt, und auch berichtet, wie sich deren Verhalten änderte, als die namibische Regierung Teile der indigenen Bevölkerung umsiedelte.
2000 veröffentlichte sie The Social Lives of Dogs: The Grace of Canine Company, das ebenso wie The Hidden Life of Dogs auf der Beobachtung der eigenen und benachbarter Hunde beruht.

## Werk
Neben anderen Werken schrieb sie
- The Harmless People (1959)
  - dt. Meine Freunde, die Buschmänner: Bei den Nomaden der Kalahari (Ullstein, Berlin 1962)
- Warrior Herdsmen (1965)
- Reindeer Moon (1987)
- The Animal Wife (1990)
  - dt. Die Frau des Jägers (1995)
- The Hidden Life of Dogs (1993)
- The Tribe of Tiger: Cats and Their Culture (1994)
- Certain Poor Shepherds: a Christmas Tale (1996)
- The Social Life of Dogs (2000)
- Wild Discovery Guide to Your Cat: Understanding and Caring for the Tiger Within (2000)
- The Old Way: A Story of the First People (2006)
- The Hidden Life of Deer (2009)